# 937

## Úmrtí
- 14. července – Arnulf Bavorský, bavorský vévoda

## Hlavy států
- České knížectví – Boleslav I.
- Papež – Lev VII.
- Anglické království – Ethelstan
- Skotské království – Konstantin II. Skotský
- Východofranská říše – Ota I. Veliký
- Západofranská říše – Ludvík IV. Francouzský
- Uherské království – Zoltán
- První bulharská říše – Petr I. Bulharský
- Byzanc – Konstantin VII. Porfyrogennetos